# قائمة الروس الحاصلين على جائزة نوبل

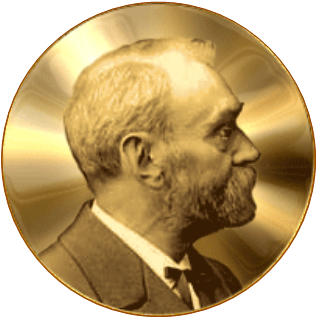
شعار جائزة نوبل.

فيما يلي قائمة الروس الحاصلين على جائزة نوبل.

## الحائزون على الجائزة
| السنة | الفائزة                      | المجال                    | الدولة                   |
| ----- | ---------------------------- | ------------------------- | ------------------------ |
| 1904  | إيفان بافلوف                 | الطب                      | الإمبراطورية الروسية     |
| 1908  | إيليا ميتشنيكوف              | الطب                      | الإمبراطورية الروسية     |
| 1909  | فيلهلم أوستفالد              | الكيمياء                  | الإمبراطورية الروسية     |
| 1933  | إيفان بونين                  | الأدب                     | فرنسا (في المنفى)        |
| 1956  | نيكولاي سيميونوف             | الكيمياء                  | الاتحاد السوفييتي        |
| 1952  | سلمان واكسمان                | علم وظائف الأعضاء أو الطب | الولايات المتحدة         |
| 1958  | بوريس باسترناك               | الأدب                     | الاتحاد السوفيتي         |
| 1958  | إيجور تام                    | الفيزياء                  | الاتحاد السوفيتي         |
| 1958  | إليا فرانك                   | الفيزياء                  | الاتحاد السوفيتي         |
| 1958  | بافل شيرنكوف                 | الفيزياء                  | الاتحاد السوفيتي         |
| 1964  | نيكولاي باسوف                | الفيزياء                  | الاتحاد السوفيتي         |
| 1964  | الكسندر بروخروف              | الفيزياء                  | الاتحاد السوفيتي         |
| 1965  | ميخائيل شولوخوف              | الأدب                     | الاتحاد السوفيتي         |
| 1966  | شموئيل يوسف عجنون            | الأدب                     | إسرائيل                  |
| 1970  | ألكسندر سولجنيتسين           | الأدب                     | الاتحاد السوفيتي         |
| 1973  | فاسيلي ليونتييف              | الاقتصاد                  | الولايات المتحدة         |
| 1975  | أندريه ساخاروف               | السلام                    | الاتحاد السوفيتي         |
| 1975  | ليونيد كانتروفيتش            | الاقتصاد                  | الاتحاد السوفيتي         |
| 1977  | إيليا بريغوجين               | الكيمياء                  | بلجيكا                   |
| 1978  | مناحم بيجن                   | السلام                    | إسرائيل                  |
| 1978  | بيوتر كابيتسا                | الفيزياء                  | الاتحاد السوفيتي         |
| 1987  | يوسف برودسكي                 | الأدب                     | الولايات المتحدة         |
| 1990  | ميخائيل غورباتشوف            | السلام                    | الاتحاد السوفيتي         |
| 2000  | زوريس ألفيروف                | الفيزياء                  | روسيا                    |
| 2003  | أليكسيي أليكسييفتش أبريكوسوف | الفيزياء                  | روسيا / الولايات المتحدة |
| 2003  | فيتالي غينزبورغ              | الفيزياء                  | روسيا                    |
| 2007  | ليونيد هورفيتش               | الاقتصاد                  | روسيا                    |
| 2010  | أندريه غييم                  | الفيزياء                  | المملكة المتحدة / هولندا |
| 2010  | كونستانتين نوفوسيلوف         | الفيزياء                  | المملكة المتحدة / روسيا  |
| 2021  | ديمتري أندريفيتش موراتوف     | السلام                    | روسيا                    |